# Championnats du monde de cyclisme sur route 1934
Navigation
Montlhéry 1933 Floreffe 1935
Les championnats du monde de cyclisme sur route 1934 ont eu lieu le 18 août 1934 à Leipzig en Allemagne.

## Résultats

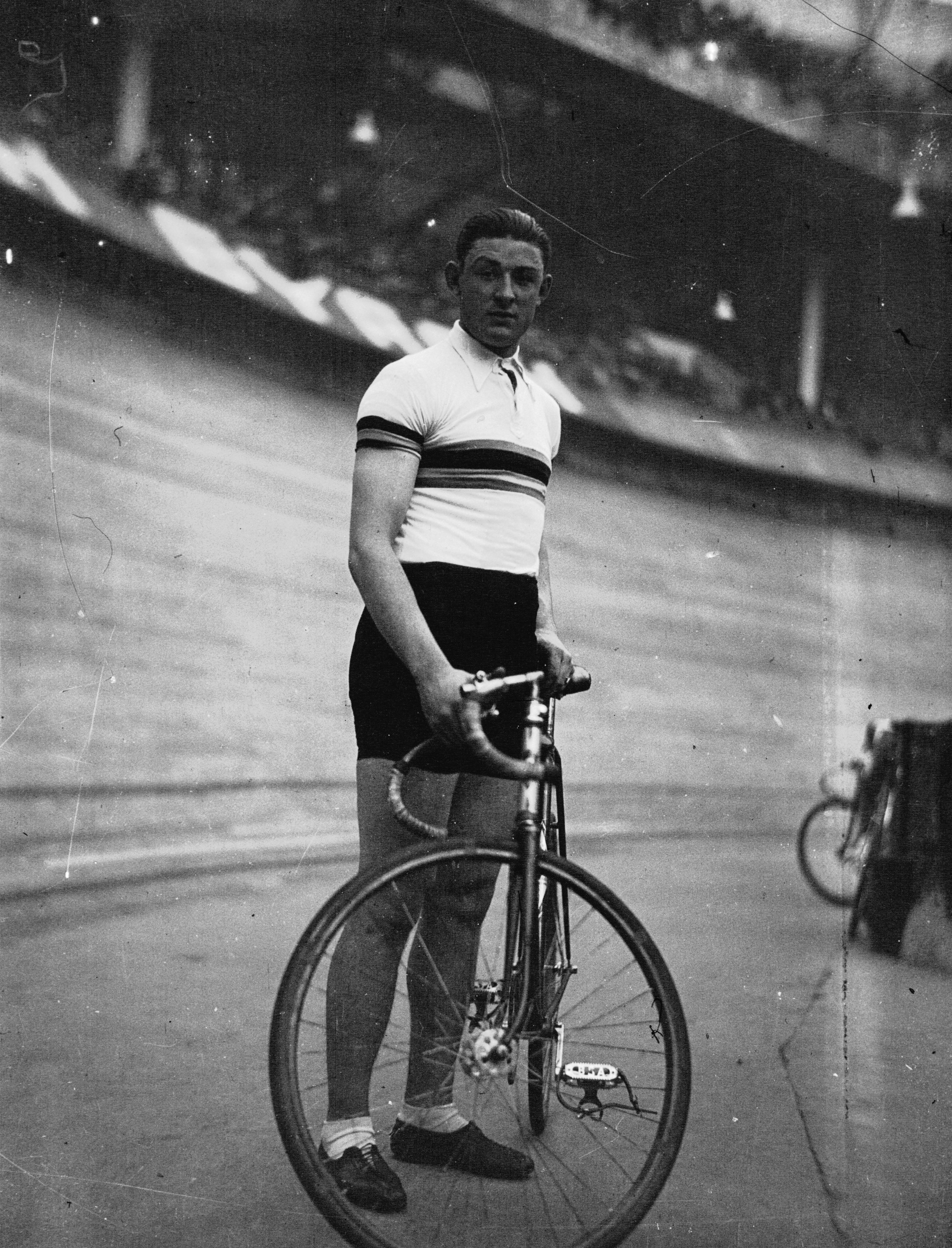
Karel Kaers en 1934, vêtu du maillot de champion du monde

| Épreuves :                          | Or                       | Or              | Argent               | Argent | Bronze                    | Bronze |
| Professionnels                      |                          |                 |                      |        |                           |        |
| Hommes - course en ligne            | Karel Kaers Belgique     | 5 h 45 min 15 s | Learco Guerra Italie | m.t.   | Gustave Danneels Belgique | m.t.   |
| Amateurs                            |                          |                 |                      |        |                           |        |
| Hommes - amateurs - course en ligne | Kees Pellenaars Pays-Bas | -               | André Deforge France | -      | Paul André Belgique       | -      |

## Tableau des médailles
| Rang  | Nation   | Or | Argent | Bronze | Total |
| ----- | -------- | -- | ------ | ------ | ----- |
| 1     | Belgique | 1  | 0      | 2      | 3     |
| 2     | Pays-Bas | 1  | 0      | 0      | 1     |
| 3     | Italie   | 0  | 1      | 0      | 1     |
| 3     | France   | 0  | 1      | 0      | 1     |
| Total | Total    | 2  | 2      | 2      | 6     |